# 仲野良俊
仲野 良俊（なかの りょうしゅん、1916年 - 1988年1月6日）は、日本の浄土真宗僧侶・仏教学者。

## 略歴
京都府京都市生まれ。1939年大谷大学文学部卒業。
同大学講師、1942年ビルマで日本語学校の教師となる。1956年真宗大谷派教化研究所所員。1966年教学研究所副所長就任。北海道教学研究所所長、1981年教学研修所所長。京都・真宗大谷派専念寺住職。

## 著書
- 『日常から精神へ 真宗入門 仲野良俊集』教育新潮社 現代真宗名講話全集 1969
- 『人間回復』文明堂 1971
- 『仏教入門講座 八正道シリーズ』真宗大谷派宗務所出版部
  - 『正思惟』1975
  - 『正語』1977
  - 『正業』1979
  - 『正命』1980
  - 『正精進』1982
  - 『正念』1984
  - 『正定』1988
- 『三誓偈講話』東本願寺出版部 聖典シリーズ 1983
- 『末灯鈔に聞く』真宗大谷派名古屋別院 1980
- 『解読易行品』北海道教学研究所編 法蔵館 1982
- 『深層意識の解明』法蔵館 1985
- 『仏教における意識と心理』法蔵館 1985
- 『正信偈講話』真宗大谷派宗務所出版部 1986
- 『浄土真宗 往生と不退』真宗大谷派宗務所出版部 1988
- 『仲野良俊著作集』全15巻別巻 仲野良俊著作集刊行会
  - 第1-2巻 (唯識思想入門)　1992
  - 第3-6巻 (唯識三十頌講義)　1990-91
  - 第7-9巻 (正信念仏偈講義)
  - 第10-11巻 (歎異抄講義)　1991
  - 第12-13巻 (阿弥陀経講義 1)　1992
  - 第14-15巻 (勧衆偈講義)
  - 別巻 (講話集)　1992
- 『正信念仏偈講義』全3巻 法藏館 2011
- 『存在と歓喜』響流書房 2015（電子書籍）
- 『存在と状況』響流書房 2016（電子書籍）
- 『龍樹から親鸞へ　伝道研修会講義録』響流書房 2020（電子書籍）

### 共著
- 『自覚への道』松本梶丸共著 東本願寺出版部 東本願寺伝道ブックス 1982